# Село Јелен До, борци пали у ратовима од 1912. до 1918. године
Списак бораца из села Јелен До, Општина Пожега, погинулих и умрлих у Балканским и Првом светском рату преузет је из књиге „Пожега и околина”, објављене 1978. године.
Подаци за подручје Пожеге прикупљани су у периоду 1976–1977. године преко матичних књига умрлих, спомен-плоча, крајпуташа, као и разговора са преживелим борцима и појединим грађанима који су по сећању могли да дају податке, уз напомену да спискови могуће да нису потпуни, због временске дистанце и недостатка поузданих извора.

## Списак
1. Андрић Велимир
2. Гавровић Гавро
3. Гавровић Манојле
4. Гавровић Тијосав
5. Гавровић Вујица
6. Ивковић Љубомир
7. Јовановић Коста
8. Кратовац Мојсо
9. Марић Јеремија
10. Николић Јанко
11. Николић Мијајило
12. Пауновић Рајко
13. Пауновић Драгутин
14. Пауновић Иван
15. Пауновић Богосав
16. Пауновић Недељко
17. Перовић Јовко
18. Перовић Тијосав
19. Теофиловић Теофило
20. Тимотијевић Тихомир
21. Тимотијевић Вукосав
22. Тимотијевић Милија
23. Тимотијевић Владимир
24. Тимотијевић Илија
25. Тодоровић Милисав
26. Радовић Радојица
27. Радовић Јеротије
28. Филиповић Филип
29. Филиповић Милорад[1]